# Seconda intifada
La seconda intifada (all'epoca denominata dal governo palestinese intifada di al-Aqṣā, in arabo انتفاضة الأقصى‎?) è stata la rivolta palestinese esplosa a Gerusalemme il 28 settembre del 2000, in seguito estesa a tutta la Palestina, e proseguita fino all’inizio del 2005.  Secondo la versione palestinese l'episodio iniziale fu la reazione a una visita, ritenuta dai palestinesi provocatoria, dell'allora capo del Likud Ariel Sharon (accompagnato da una delegazione del suo partito e da centinaia di poliziotti israeliani in tenuta antisommossa) al Monte del Tempio, luogo sacro per i musulmani e gli ebrei situato nella Città Vecchia. Secondo la versione israeliana, invece, la visita di Sharon al Monte del Tempio del 28 settembre del 2000 sarebbe servita solo da pretesto per far scoppiare una rivolta già pianificata in precedenza, in quanto l’intifada sarebbe stata ideata da Arafat nell’estate dello stesso anno, in seguito al fallimento del vertice di Camp David (come testimoniato da Abdel-Elah Atira, membro del Consiglio Rivoluzionario di Fatah, e da Suha Arafat, vedova del leader palestinese). L'Intifada fu una successione di fatti violenti che aumentarono rapidamente di intensità e proseguirono per anni, assumendo i caratteri di una guerra d'attrito, una vera e propria guerra terroristica di logoramento, una campagna di attentati suicidi e agguati armati contro civili israeliani che sconvolse nel profondo la società israeliana, causando la morte di oltre 700 civili.
L’ondata di attentati e violenze, perpetrate da gruppi guidati da Fatah, la fazione di Arafat al governo, e dal gruppo islamista Hamas, minò definitivamente la credibilità politica del leader palestinese agli occhi dell’opinione pubblica israeliana, e interruppe drammaticamente il cammino verso la pace intrapreso con gli accordi di Oslo e proseguito con il vertice di Camp David.
La Spianata delle Moschee (il luogo della Moschea della Roccia, ed anche il Monte del Tempio per gli ebrei) è un luogo da sempre reclamato sia dagli ebrei, perché insistente sul luogo ove sorgeva il Tempio di Salomone, sia dai musulmani, essendo il punto da cui Maometto sarebbe asceso al Paradiso su di un cavallo alato nel suo miʿrāj. Il gesto di Ariel Sharon intendeva rivendicare la sovranità israeliana o ebraica sul luogo; ciò avveniva in un momento di altissima tensione tra le popolazioni dovuto al recente fallimento dei negoziati di Camp David. L'episodio fu elemento scatenante di una guerra "calda" che è passata alla storia come "Seconda Intifada".

## Cause e svolgimento
La provocazione di Ariel Sharon fu il casus belli. Le ragioni storiche erano piuttosto il lento accumulo di tensioni tra il 1993 e il 2000, dovuto allo stallo del processo di pace, che faceva intravedere un fallimento degli accordi di Oslo. La tensione avrebbe raggiunto il culmine nel luglio del 2000 con il fallimento del vertice di Camp David.
I primi problemi erano sorti poco dopo gli accordi di Oslo quando, oltre ad un clima di forte opposizione politica al processo di pace fomentato da gruppi della destra israeliana, avvennero alcuni gravissimi fatti di violenza. Il più grave fu l'uccisione del primo ministro israeliano Yitzhak Rabin da parte di un estremista religioso ebreo. L'anno prima un colono ebreo, Baruch Goldstein, aprì il fuoco sulla folla nella Tomba dei Patriarchi di Hebron, con intento suicida, compiendo una strage. Questo fatto fu il primo di una lunga successione di attentati. Alla morte del primo ministro Rabin la guida del governo passò nelle mani di Shimon Peres. Colui che era stato il principale architetto degli accordi di Oslo, però, nella gestione della crisi commise alcuni gravi errori: nel 1996 ordinò un bombardamento di rappresaglia in Libano contro le milizie Hezbollah (operazione Grappoli d'ira) che si risolse però in una strage di rifugiati palestinesi e ricevette una condanna dall'ONU. In un clima di scontento e perdita di fiducia dell'opinione pubblica israeliana, le elezioni furono vinte dalla destra e divenne primo ministro Benjamin Netanyahu, un irriducibile oppositore del processo di pace che era, soprattutto, considerato un interlocutore inaffidabile da parte dei leader arabi.
La costruzione di insediamenti in Cisgiordania riprese in modo massiccio, così come la confisca di terreni e la demolizione di case palestinesi. In particolare intorno a Gerusalemme un motivo di altissimo conflitto fu la volontà del governo di costruire il nuovo quartiere denominato Har Homa, decisione condannata dalla comunità internazionale. Inoltre, ci fu un arenarsi dei colloqui fra le parti. L'ostacolo era rappresentato dal netto ed esplicito "no" di Netanyahu a tre fondamentali richieste palestinesi: uno Stato indipendente, il riconoscimento del diritto al ritorno dei profughi, lo smantellamento degli insediamenti costruiti e l'abbandono dei territori occupati, con un ritorno così ai confini del 1967. La politica di Netanyahu era invece orientata a prolungare i negoziati il più possibile approfittando della posizione di forza israeliana per portare avanti fatti compiuti. Parallelamente, in questa situazione estremamente penalizzante per l'Autorità Nazionale Palestinese (ANP), vi fu tra i palestinesi una rapida crescita di consenso verso gruppi estremistici di impronta religiosa islamica (in particolare Ḥamās, ma anche il Movimento per il Jihad Islamico in Palestina).
Il fallimento dei negoziati di Camp David e degli accordi di Sharm el-Shaykh, nel 1999, in questo quadro produsse un'ulteriore instabilità politica. La stessa Autorità Palestinese cominciò a temere il pericolo di una ripresa del conflitto armato, che si rifletteva nella decisione di Arafat di accumulare quantitativi di armi.
Allo scoppio della Seconda Intifada, un fatto caratterizzante fu la partecipazione iniziale alla sommossa della popolazione araba israeliana, fatto che non si era verificato durante la Prima Intifada (1987). L'uccisione di diciotto israeliani arabi, da parte della polizia di Israele, quando nei primi tre giorni gli scontri erano circoscritti prevalentemente a Gerusalemme, fu tra i fatti sanguinosi che precedettero la rivolta armata vera e propria nei Territori.
Con la seconda intifada vi fu una forte ripresa del fenomeno degli attentati suicidi palestinesi nelle principali città israeliane, in particolare contro luoghi di aggregazione civili come autobus e locali notturni. Questi atti terroristici erano stati già presenti negli anni precedenti ma non avevano ottenuto un significativo consenso politico da parte dell'opinione pubblica palestinese. Gli Israeliani, da parte loro, procedettero a varie operazioni contro la popolazione civile come la demolizione di edifici e quartieri, sia nella striscia di Gaza sia in Cisgiordania, una politica di "omicidi mirati" a sfondo politico e battaglie sanguinose come l'assedio di Jenin.

## Esito
Non c'è accordo su quando si possa considerare conclusa la seconda intifada: si può sottolineare una distensione nei rapporti fra Israele e ANP nel 2004, fino a quando la morte di Arafat e la caduta in coma di Sharon non hanno rivoluzionato lo scenario. La successiva vittoria elettorale degli estremisti palestinesi di Hamas ha poi aperto un conflitto interno irrisolto con i moderati di Fatah, mentre i rapporti fra il nuovo governo israeliano e l'ANP tornavano a farsi tesi.
In generale la fine dell'intifada è stimabile nel 2005.

## Conseguenze politiche e sociali
Yāser ʿArafāt dal dicembre del 2001 fu confinato di fatto dall'esercito israeliano nella sede dell'Autorità Nazionale Palestinese di Rāmallāh, in Cisgiordania. Uscirà di qui solo per andare a morire a Parigi, il 4 novembre 2004.
La provocazione sulla spianata fu per Sharon una mossa politica molto utile; infatti, di lì a pochi mesi ci furono le elezioni e il suo partito stravinse: secondo l'elettorato israeliano il Likud poteva dare risposte al bisogno di sicurezza della popolazione nato dall'inizio delle violenze della seconda intifada. Sharon diventò così capo del governo e restò in carica fino all'aprile del 2006, quando non fu più in grado di esercitare la sua funzione per i gravissimi motivi di salute.
Le cifre della seconda intifada, aggiornate al 15 febbraio 2006, parlano di un totale di 4995 morti di cui 3858 di parte palestinese e 1022 di parte israeliana. Al 28 settembre 2006, a sei anni esatti dall'inizio della Seconda Intifada, molti mezzi di comunicazione riportarono la cifra di 4312 morti palestinesi e di 1084 morti israeliani. A sette anni dall'inizio i morti palestinesi sono saliti, secondo il Centro Palestinese di Statistica, a 5000 unità.